# Округ Еџком (Северна Каролина)
Еџком (енгл. Edgecombe County) је округ у америчкој савезној држави Северна Каролина.

## Демографија
По попису из 2010. године број становника је 56.552, што је 946 (1,7%) становника више него 2000. године.
| Група             | 2000.          | 2010.          |
| Белци             | 21.838 (39,3%) | 21.360 (37,8%) |
| Афроамериканци    | 31.949 (57,5%) | 32.435 (57,4%) |
| Азијати           | 70 (0,1%)      | 113 (0,2%)     |
| Хиспаноамериканци | 1.554 (2,8%)   | 2.104 (3,7%)   |
| Укупно            | 55.606         | 56.552         |